# Cupressus sempervirens
Cupressus sempervirens, el ciprés común o ciprés mediterráneo, es una especie arbórea de hoja perenne de la familia de las Cupresáceas. Puede llegar a ser muy longevo, existiendo ejemplares con más de 1000 años. En algunas áreas, particularmente de los Estados Unidos, se conoce con el nombre de "ciprés italiano"; ya que la especie es muy común en Italia, aunque no es originario de allí. 

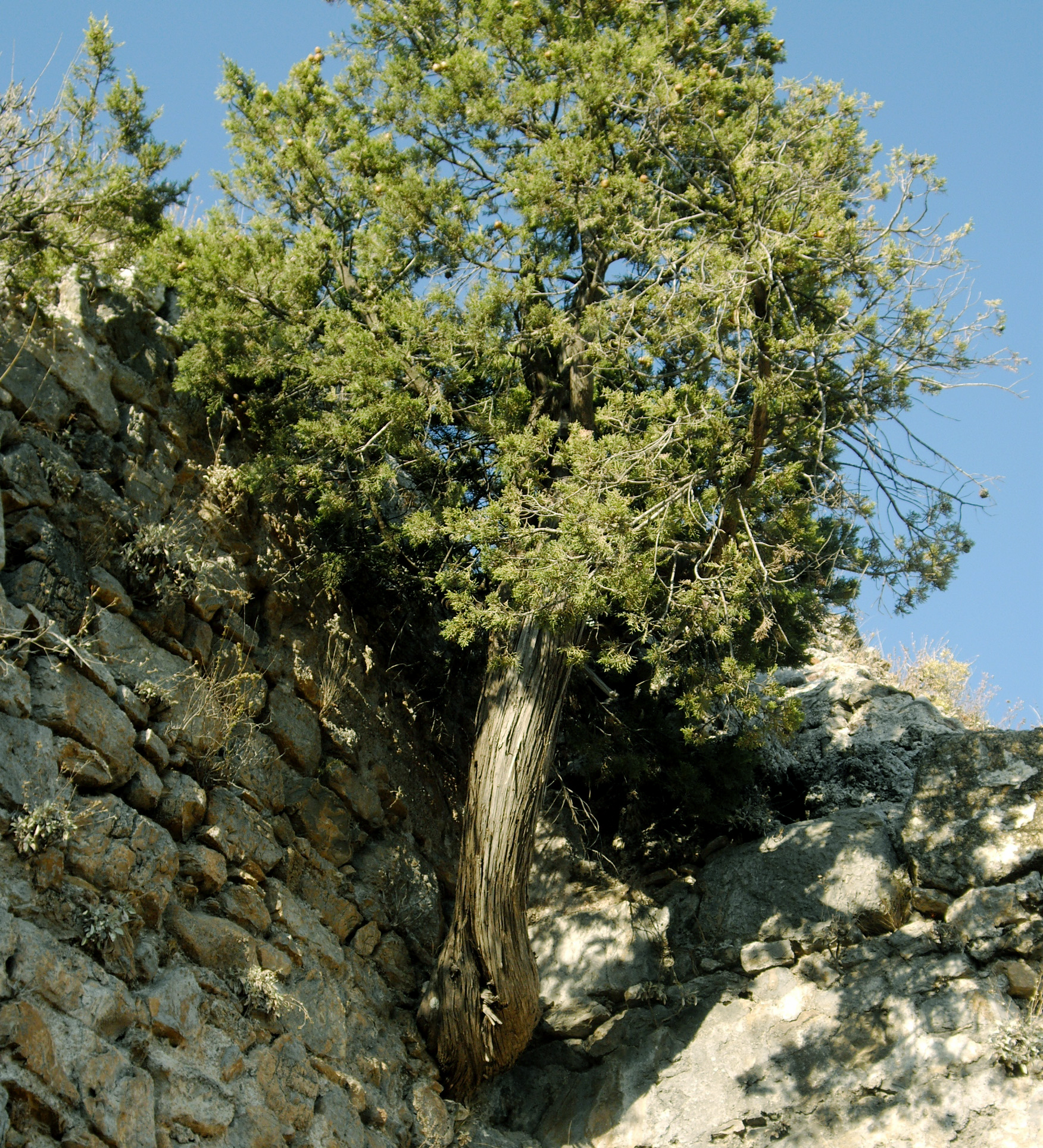
Vista de la planta

## Descripción
- Altura: entre 25 y 30 metros o más, por lo general depende su tiempo de vida. Excepcionalmente pueden alcanzar hasta los 42 metros.
- Hojas: Se presentan en ramillos con forma de escama entre 2 y 5 milímetros de longitud. Forman un follaje denso de color verde oscuro.
- Ramas: finas, más o menos cilíndricas o tetragonales de color verde oscuro mate.
- Estróbilos o conos: los masculinos son cilíndricos de tono amarillento entre 3 y 5 milímetros de largo y lanzan el polen entre febrero y marzo. Las femeninas forman conjuntos de pequeñas piñas o conos de color gris verdoso de 2 a 3 cm de diámetro, con 8 a 14 escamas, que al madurar adquieren un aspecto leñoso. Los conos se desarrollan  en primavera y la maduración se produce en el otoño del año siguiente de la polinización, cerca de 20 meses después.
- Semillas: la semilla se encuentra en los conos y poseen una propiedad germinativa muy duradera.
- Tronco: recto, pudiendo alcanzar hasta 1 metro de diámetro, aunque excepcionalmente se han encontrado ejemplares de hasta 3 metros en su base. Corteza delgada, más o menos lisa, de color grisáceo en árboles jóvenes que con la edad cambiará a un pardo oscuro y grietas longitudinales.
- Raíces: bien desarrolladas. Las secundarias son horizontales, superficiales y alargadas, lo que le permiten anclarse firmemente al suelo.
- Madera: de color pardo claro, nudosa, resistente y bastante ligera. No es resinosa, pero exhala un perfume que recuerda a la madera del cedro. Es de muy larga duración, se considera imputrescible y que no existe ningún insecto que lo ataque.

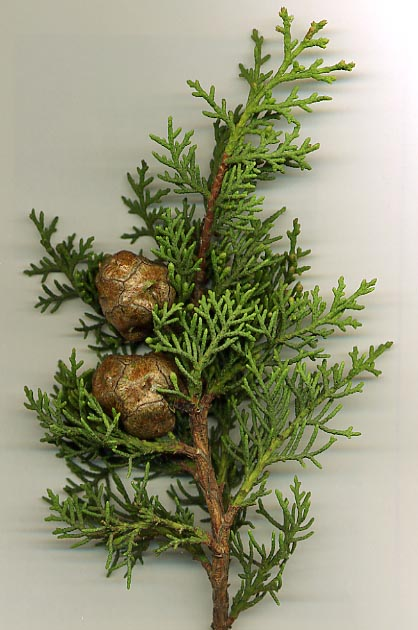
Detalle de hojas y conos.

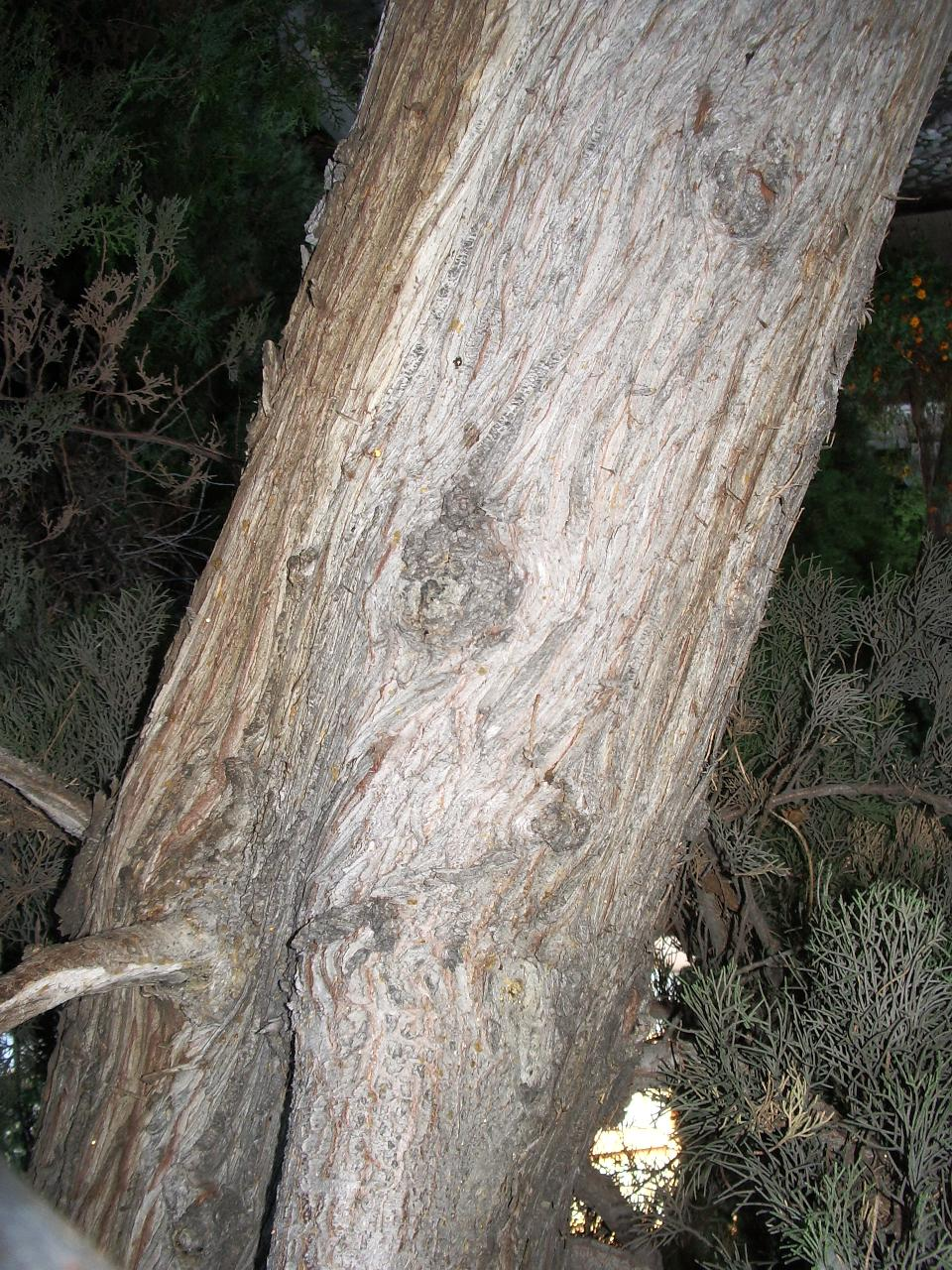
Tronco.

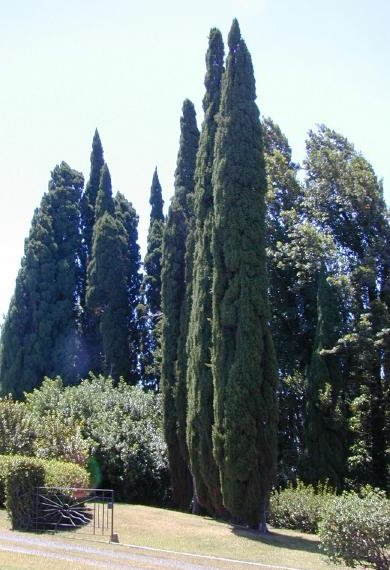
Variedad 'stricta'.

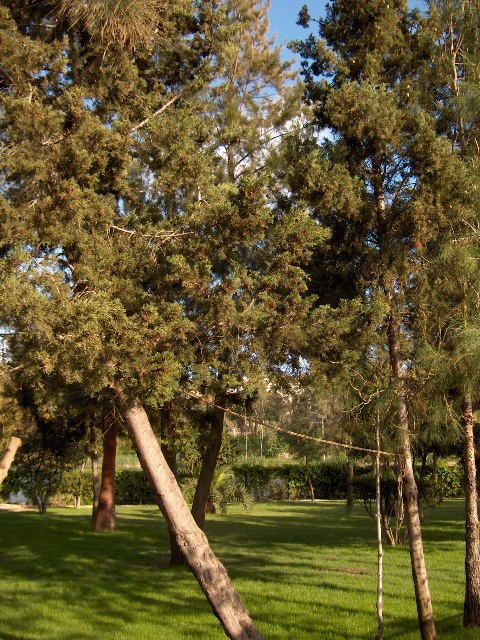
Variedad 'horizontal'.

Se encuentra bajo dos formas naturales:
- Horizontal (Cupressus sempervirens f. sempervirens; sinónimo C. sempervirens f. horizontalis): con ramificación extendida y aspecto de cedro o de pino.
- Piramidal (Cupressus sempervirens f. pyramidalis; sinónimo C. sempervirens f. stricta): con porte columnar; es la forma más extendida en cultivo.

## Hábitat y cultivo
Es original de regiones del este del Mediterráneo, existiendo zonas importantes en el norte de Libia, sur de Grecia (Creta y Rodas), sur de Turquía, Chipre, oeste de Siria, Líbano, oeste de Jordania y ciertas zonas de Irán. Se cree que hace unos dos o tres mil años formaba grandes masas forestales en el norte de África, quedando hoy en día pocos ejemplares.
Se ha cultivado extensamente como árbol ornamental durante milenios lejos de su lugar de origen, principalmente en la región mediterránea central y occidental y en otras áreas similares con veranos calientes y secos, e inviernos suaves y lluviosos (tales como Argentina, Baja California (México), California (EE. UU.), el sudoeste de Sudáfrica y la zona meridional de Australia). Puede también prosperar con éxito en áreas más frías, con veranos más húmedos, como en las islas británicas, Nueva Zelanda y el oeste de Oregón (EE. UU.). Es muy común en climas de altura subtropicales templados con lluvias en verano como el centro de México y su altiplano, zonas altas de Perú y Bolivia.
Dada su simbología funeraria, los cementerios suelen tener los mejores ejemplares, aunque por la estética de su porte, es también empleado en decoración de parques y jardines.
Su crecimiento es rápido durante los sesenta u ochenta primeros años, en los que llega a alcanzar de 20 a 30 metros de altura. Soporta tanto los suelos ácidos como los básicos. Aguanta terrenos áridos o compactos y rechaza los suelos muy húmedos o arenosos. Es un árbol que necesita sol, soportando muy bien el calor y la sequía. También tolera muy bien el frío  (hasta aproximadamente -15 °C, aunque hay ejemplares adultos en zonas mucho más frías )
La mayor parte de su reproducción se realiza mediante el método cultivar a partir de la selección de una copa fastigiata, de ramas erguidas que a menudo no es más que la décima parte de la altura total del árbol. También se reproduce fácilmente por semilla sin requerimientos especiales, aunque de una forma más lenta. Su trasplante es sumamente delicado a partir de los cuatro o cinco años de edad.
Actualmente hay cipreses con cancrosis, una enfermedad causada por el hongo Seridium cardinale que puede llegar a matar el árbol.

## Historia
El ciprés común fue muy cultivado en el mundo greco-romano, convirtiéndose en un elemento común del jardín mediterráneo. Los griegos lo consideraban como símbolo de la belleza femenina además de como funerario.
En la Biblia aparece varias veces el ciprés. En el Templo de Salomón se utilizó su madera junto con la del cedro. Incluso se ha comentado que el arca de Noé fue construida con esta madera.
El monasterio de Santo Toribio de Liébana es principalmente conocido por albergar el Lignum Crucis, un fragmento que se dice que perteneció a la Cruz de Cristo. La Iglesia lo admite como auténtico y ciertos estudios científicos han dado como resultado que la madera es de ciprés y que su antigüedad podría ser de unos 2.000 años.
A lo largo de la historia aparece la madera de ciprés en la construcción naval. Alejandro Magno empleó ciprés de Chipre y Fenicia para construir la flota de Éufrates. Durante el Imperio otomano se destruyeron gran parte de los bosques de cipreses de Anatolia y el norte de África por el uso masivo de su madera en la construcción y renovación de las flotas.
Respecto a la característica de la durabilidad de la madera de ciprés, se suele citar que una de las puertas de Constantinopla, que fue colocada en el reinado de Constantino el Grande, se hallaba en perfectas condiciones mil años después. Por otro lado, las puertas de la basílica de San Pedro de la Ciudad del Vaticano son de este árbol y transcurridos mil doscientos años, siguen sin mostrar signos visibles de deterioro.[cita requerida]
Se dice que algunos de los cipreses que pueden encontrarse en los jardines de los baños termales del emperador Diocleciano en Roma, fueron plantados por el propio Miguel Ángel.
Actualmente, el porte de estos árboles es una firma característica de los paisajes mediterráneos de pueblos y ciudades.

## Simbología y mitología
No está clara la procedencia de su simbología funeraria. Se piensa, dado que es un árbol que siempre está verde y majestuosamente apuntando al cielo, que ayudaba a las almas de los muertos a elevarse en esa dirección. De acuerdo con Teofrasto el ciprés común estaba consagrado a Hades, el dios de la muerte, ya que sus raíces nunca daban nuevos brotes una vez talado el árbol. Horacio indica que los antiguos enterraban a los muertos con una rama de ciprés y envolvían el cuerpo con sus hojas. Por su parte Plinio el Viejo comenta que una rama de ciprés colgada en la puerta de una casa era un signo fúnebre.
En otras zonas el ciprés fue considerado como un símbolo de hospitalidad. En la antigüedad se plantaban a la puerta de una vivienda dos cipreses para indicar a los viajeros que la hospitalidad de la casa les ofrecía comida y cama durante unos días.
Este árbol es uno de los atributos de Plutón. Trae su nombre de Cipariso. La ciudad de Ciparisa en la Focida fue llamada así en lo sucesivo, por estar rodeada de cipreses. Los griegos conservando la costumbre de algunos pueblos antiguos, colocaban este árbol sobre los sepulcros y monumentos funerarios. Su ramaje sombrío y lúgubre, parecía llamar en efecto la melancolía y el dolor. Este árbol no fue consagrado solamente a Plutón; Esculapio tenía un templo, cerca de Siciona, rodeado enteramente de cipreses.
Los latinos daban al ciprés lo mismo que a Plutón el sobrenombre de Jeralis, árbol fúnebre, y los etruscos, los habitantes de Fiezoli, los asculanos y el pueblo de Verona, adornaban con él sus lámparas funerarias. Los mismos pueblos rodeaban de ciprés los altares de los dioses infernales y los sepulcros de los grandes hombres. Tal fue en Roma el de Augusto colocado en el campo de Marte. Se cubría también con ramas de este árbol el pavimento de las casas de los desgraciados y delincuentes. Era así mismo la señal del dolor y de la desesperación; todas las víctimas que se ofrecían a Plutón eran coronadas de ciprés y los sacerdotes en los sacrificios establecidos en honor de este dios, llevaban siempre sembrados sus vestidos con hojas de este árbol.

## Usos

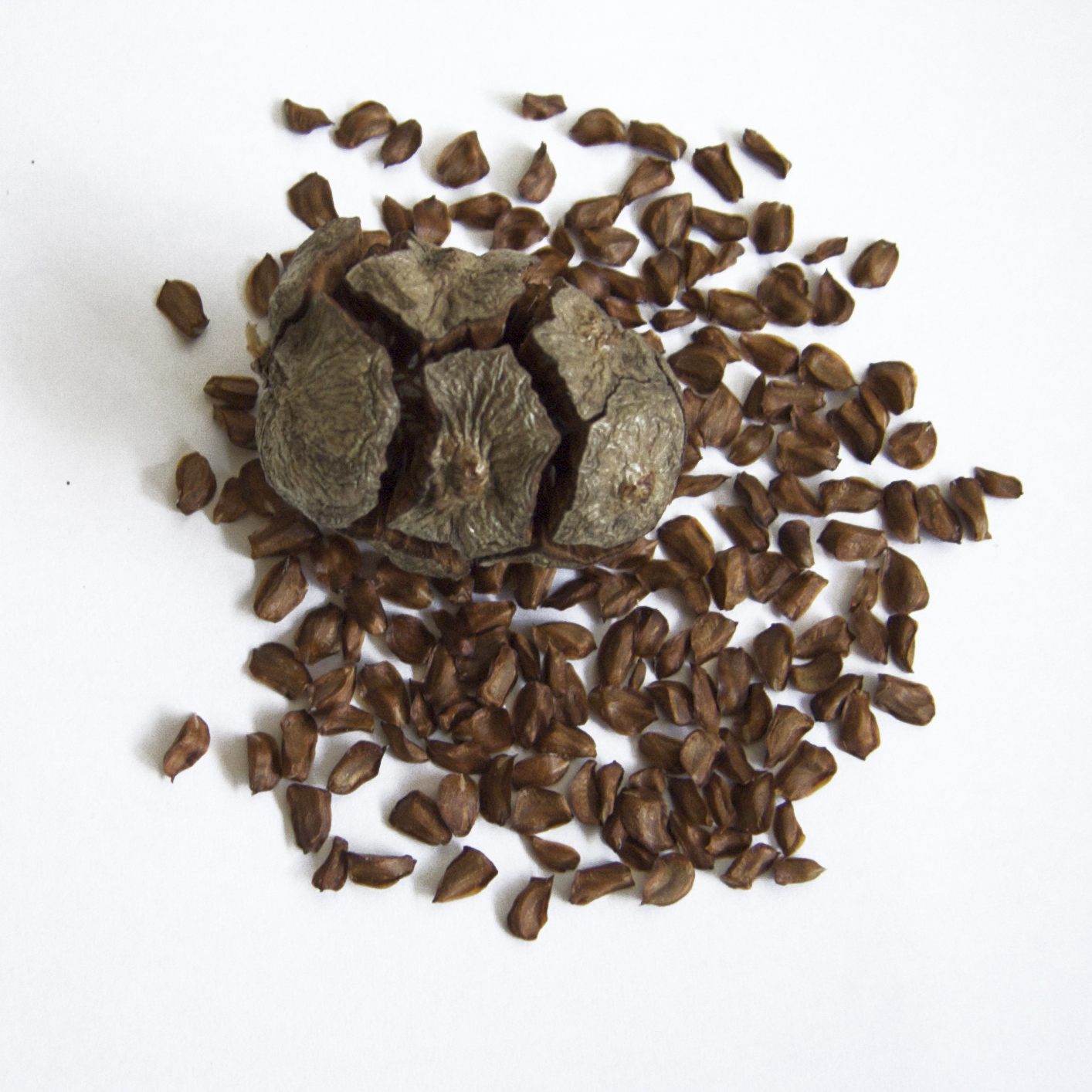
Conos femeninos abiertos que dejan salir las semillas

La madera del ciprés común se utiliza en ebanistería fina, carpintería, construcción y escultura. Dada su resistencia a la humedad, desde la antigüedad se ha utilizado en la industria naval, como ya se ha comentado, así como en aquellos trabajos expuestos a la llamas o al agua. También se utiliza para la construcción de guitarras. Es la madera tradicional en la elaboración de guitarras flamencas, con un timbre muy característico.
En zonas de fuertes vientos se suelen plantar, en su variedad piramidal, para proteger los cultivos. Sin embargo, la densa sombra que ofrecen y el empobrecimiento del terreno que ocasionan, perjudican los mencionados cultivos que se tratan de proteger.
En medicina tradicional sus hojas y conos se utilizan para el tratamiento de las varices, úlceras varicosas, hemorroides y problemas de próstata. Es astringente, expectorante, diurético, vasoconstrictor, sudorífico y febrífugo.

## Ecología
En julio de 2012 un incendio forestal iniciado en la localidad española de Andilla (Valencia) devastó durante cinco días más de 30 000 hectáreas. Sin embargo al pasar el incendio a Jérica, ya en la provincia de Castellón, en medio del paisaje calcinado un grupo de 946 cipreses de unos 22 años quedó prácticamente ileso, gracias a que estaban rodeados de un cortafuegos. Estos cipreses de Jérica (conocidos ya como del incendio de Andilla) fueron plantados por el proyecto europeo CypFire.

## Taxonomía

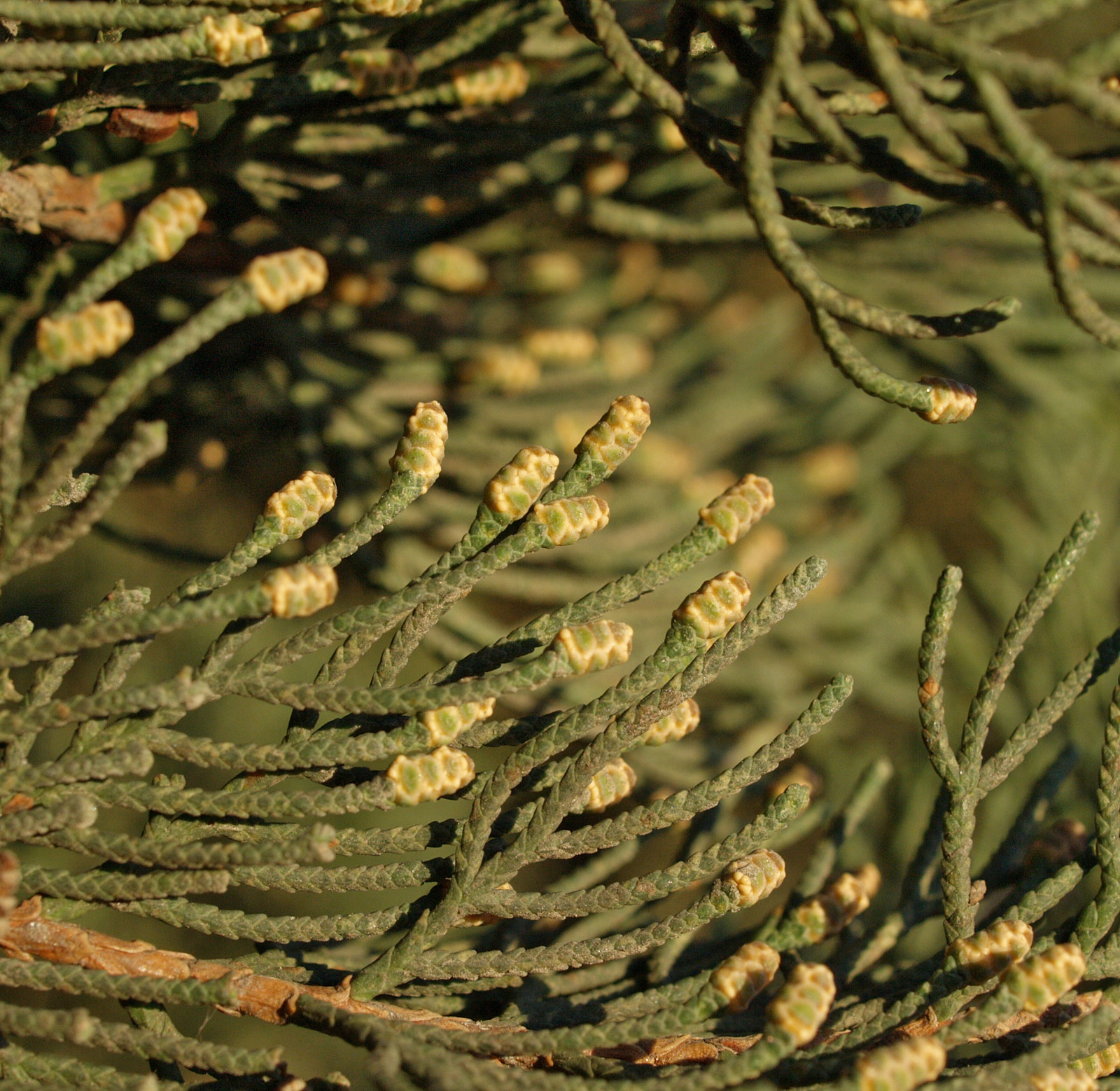
Conos masculinos

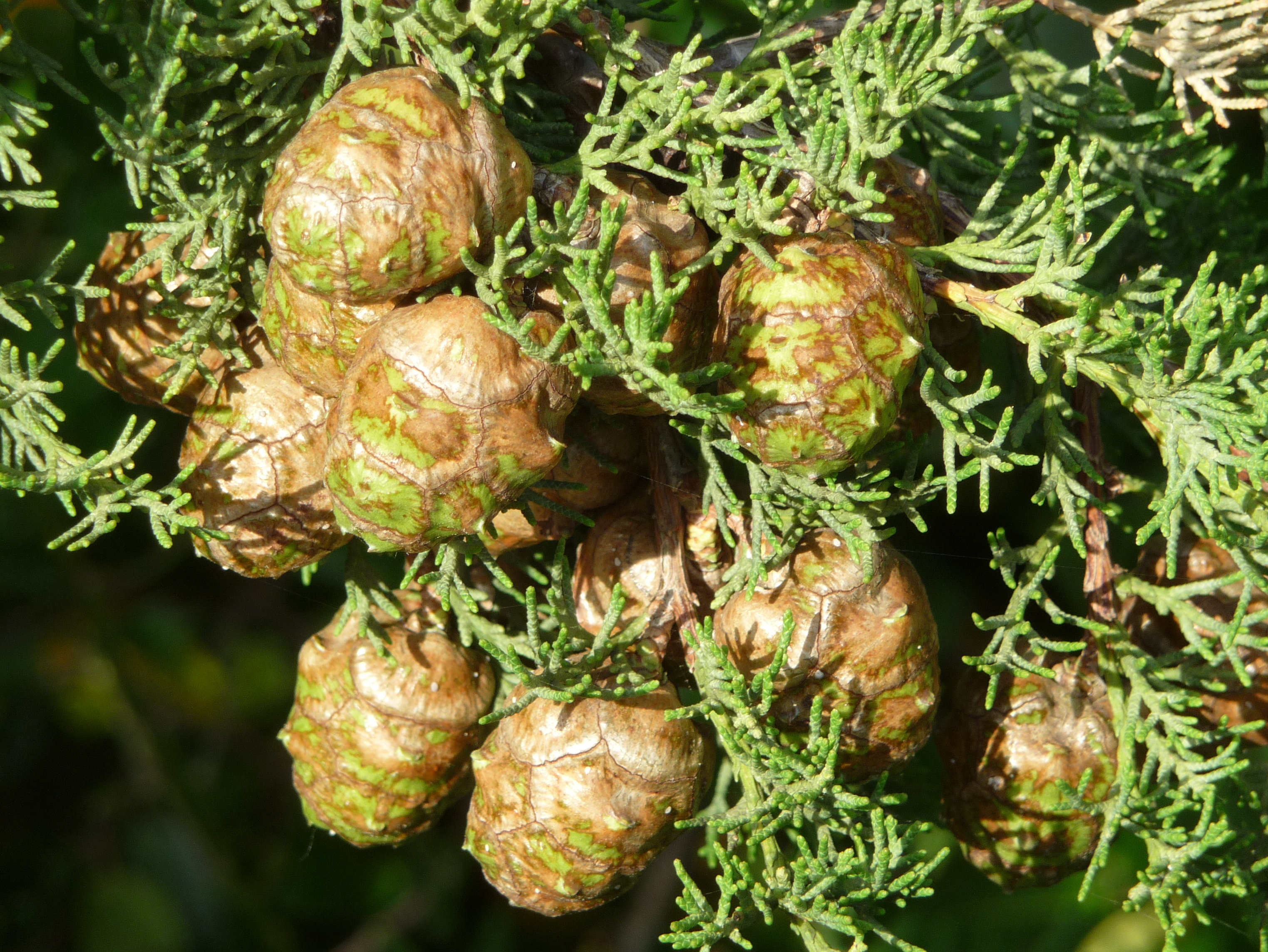
Conos

Cupressus sempervirens fue descrita por Carlos Linneo y publicado en Species Plantarum 2: 1002–1003. 1753.
Etimología
Cupressus es el nombre latino del ciprés que de acuerdo con algunos autores proviene de "Cyprus" (Chipre), de donde es nativo y crece silvestre. 
sempervirens: epíteto latino que significa "siempre verde".
Sinonimia
- Cupressus conoidea Spadoni
- Cupressus elongata Salisb.
- Cupressus expansa Targ.Tozz. ex Steud.
- Cupressus fastigiata DC.
- Cupressus foemina Garsault
- Cupressus globulifera Parl.
- Cupressus horizontalis Mill.
- Cupressus horizontalis (Mill.) Voss
- Cupressus horizontalis var. pendula Endl.
- Cupressus lugubris Salisb.
- Cupressus mas Garsault
- Cupressus orientalis Beissn.
- Cupressus patula Pers.
- Cupressus pyramidalis O.Targ.Tozz.
- Cupressus roylei Carrière
- Cupressus sphaerocarpa Parl.
- Cupressus stricta Mill. ex Gordon
- Cupressus thujifolia Knight ex Gordon
- Cupressus thujiformis Parker ex Gordon
- Cupressus thujioides H.Low ex Gordon
- Cupressus tournefortii Audib. ex Carrière
- Cupressus umbilicata Parl.
- Juniperus whitleyana Miq.[10][11]

## Nombre común
- Castellano: acipré, aciprés, alcipreste, alciprés, alsiprés, ancipreste, arcipreste, arciprés, arizónica, arsiprés, bolas (gálbulas), calaveras (gálbulas), ciprese, cipreste, ciprés, ciprés , ciprés común, ciprés de Levante, ciprés hembra, ciprés macho, gálbula, ciprés de los cementerios, macarotes (gálbulas), nuez de ciprés, pelotas (gálbulas), pino aciprés, pino ciprés, pino de cementerio, pino vela (ecuador), piña de ciprés, rama, árbol del cementerio.[12]